# Канарски гущери
Канарските гущери (Gallotia) са род влечуги от семейство Гущерови (Lacertidae).
Таксонът е описан за пръв път от Жорж Албер Буланже през 1916 година.

## Видове
- Gallotia atlantica
- Gallotia auaritae
- Gallotia bravoana
- Gallotia caesaris
- Gallotia galloti – Галотов гущер
- Gallotia goliath
- Gallotia gomerana
- Gallotia intermedia
- Gallotia simonyi – Гигантски гущер от остров Хиеро
- Gallotia stehlini – Гигантски канарски гущер